# 蒙蒂锡昂
蒙蒂锡昂是巴西米纳斯吉拉斯州的一个市镇。总面积290.201平方公里，总人口19228人，人口密度66.3人/平方公里。